# 蛀柄叶蜂属
蛀柄叶蜂属（学名：Caulocampus）为叶蜂科的一个属。

## 下属物种
本属包括以下物种：
- 槭蛀柄叶蜂 Caulocampus acericaulis
- Caulocampus matthewsi